# 韓啓源
韓 啓源（ハン・ゲウォン、朝: 한계원、1814年 - 1882年）は、李氏朝鮮の政治家。本貫は清州韓氏。字は公佑、号は柳下。

## 生涯
1853年に科挙の文科に及第し、1865年に議政府堂上となり、正二品に昇進、工曹・刑曹・礼曹・吏曹の各判書を経て、1869年に平安道観察使となり、1872年には右議政に就任した。1873年に罷免され、全羅道金堤郡に配流となった。翌年に釈放され、1879年に復職した。
朋党政治においては南人派に属した。